# 酒田みなとインターチェンジ

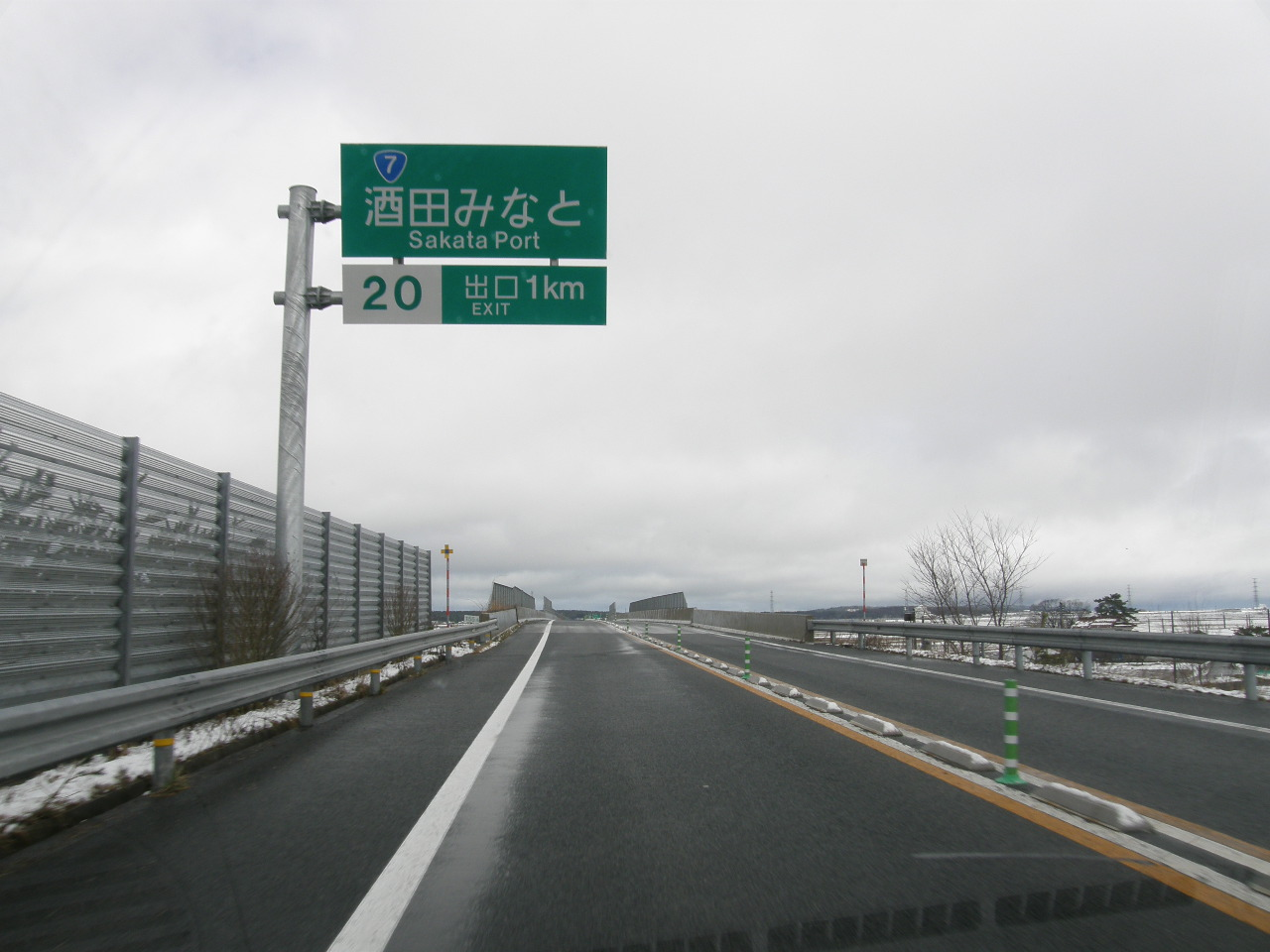
酒田みなとIC 1km手前予告標識
新潟側から撮影

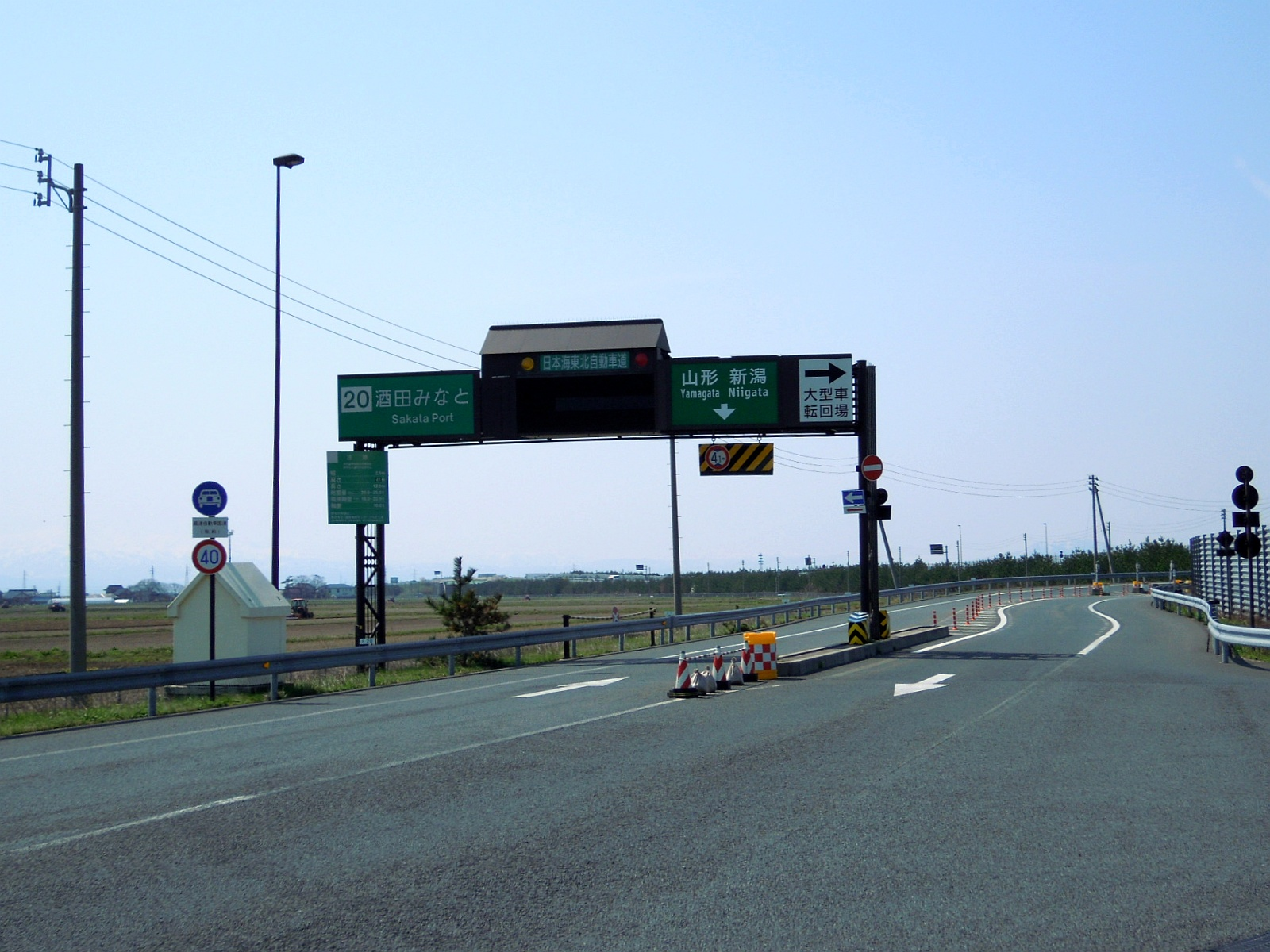
一般道接続部
山形県道59号側から撮影

酒田みなとインターチェンジ（さかたみなとインターチェンジ）は山形県酒田市藤塚にある日本海東北自動車道のインターチェンジである。
また、酒田みなと料金所（さかたみなとりょうきんじょ）は、山形県酒田市保岡家際にある日本海東北自動車道の本線料金所である。
当インターチェンジ(IC)の一般道出入口には料金所は設置されておらず、IC近くの本線上に酒田みなと料金所が併設している。

## 歴史
- 2001年（平成13年）8月9日：山形自動車道として酒田IC - 酒田みなとIC間開通に伴い、供用開始[2]。
- 2012年（平成24年）3月24日：日本海東北自動車道のあつみ温泉IC - 鶴岡JCT間の開通に伴い、鶴岡JCT - 酒田みなとIC間の路線名を、「山形自動車道」から「日本海東北自動車道」に改称[3]。
- 2015年（平成27年）11月14日：新庄酒田道路の一部開通に伴い、酒田中央ICが供用開始し、それに伴い酒田みなと料金所が供用開始[1][4][5]。
- 2020年（令和2年）12月13日：酒田みなとIC - 遊佐比子IC間が開通[6]。

## 周辺
- 酒田市立西荒瀬小学校
- 西荒瀬郵便局
- 山形県立酒田特別支援学校
- JR羽越本線 本楯駅
- 酒田北港
- 学校法人天真林昌学園豊里キャンパス
- 酒田市立鳥海小学校
- 本楯保育園
- 酒田共同火力発電所
- 本楯郵便局

## 接続する道路
- 直接接続
  - 山形県道59号酒田八幡線

## 料金所
当ICの一般道出入口には料金所は設置されておらず、本線上に酒田みなと料金所が設置されており、酒田中央ICから当ICの料金を支払う。

### 料金所
- ブース数：4

#### にかほ・秋田方面
- ブース数：2
  - ETC専用および一般またはETC・一般の可変式ブース：1
  - 一般（精算機）：1

#### 鶴岡・山形・新潟方面
- ブース数：2
  - ETC専用および一般またはETC・一般の可変式ブース：1
  - 一般（精算機）：1

## 隣
E7 日本海東北自動車道
(19-1) 酒田中央IC - (20) 酒田みなとIC/TB - (21) 遊佐比子IC